# Resveratrol

Resveratrol.

O resveratrol é um polifenol que pode ser encontrado principalmente nas sementes de uvas, na película das uvas pretas e no vinho tinto. E também é encontrada na pele do amendoim. 
Foi descoberto em pesquisa na PUCRS que a raiz de uma hortaliça chamada azeda possui cem vezes mais resveratrol do que o suco de uva ou o vinho. Quanto mais intensa for a cor, quer do vinho quer das uvas, tanto maior o seu conteúdo em polifenóis. Além do resveratrol, existem outros polifenóis com interesse para a saúde humana, tais como os taninos, flavonas e os ácidos fenólicos.
Estudos parecem indicar que o resveratrol pode ajudar a diminuir os níveis de lipoproteínas de baixa densidade, também conhecidas como colesterol LDL (lipoproteína de baixa densidade) e aumentar os níveis de lipoproteínas de alta densidade, o colesterol HDL. (O LDL, principalmente no seu estado oxidado, pode acumular-se nas paredes dos vasos sanguíneos, levando à formação de placas de ateroma. Essas placas dão origem à aterosclerose, que causa a obstrução dos vasos sanguíneos).
O resveratrol favorece a produção, pelo fígado, de HDL; e a redução da produção de LDL, e ainda impede a oxidação do LDL circulante. Tem, assim, importância na redução do risco de desenvolvimento de doenças cardiovasculares, como o infarto do miocárdio.

### Efeitos Anticancerígenos
Estudos parecem indicar também um efeito benéfico do resveratrol na prevenção do câncerPB / cancroPE, pela sua capacidade de conter a proliferação de células tumorais, através da inibição da proteína NF Kappa B, está envolvida na regulação da proliferação celular.
Estudos in vitro e in vivo indicam que o resveratrol pode exercer efeitos antiproliferativos em diversas linhas celulares tumorais, promovendo a apoptose e inibindo a angiogênese e metástase.
A complexidade dos mecanismos de ação do resveratrol na oncogênese justifica a necessidade de estudos clínicos mais abrangentes para validar suas aplicações terapêuticas no contexto oncológico.

#### Pesquisa
Existem inúmeros estudos promissores com animais e dados de testes clínicos em humanos vão surgindo a cada dia. Contudo, não há evidências suficientes para recomendar o consumo de resveratrol além da quantidade obtida através da dieta comum e mais estudos clínicos em humanos são necessários.

### Envelhecimento
Um dos interessantes efeitos notados nas pesquisas com resveratrol, foi no envelhecimento. Resveratrol foi capaz de aumentar a expectativa de vida de leveduras e vermes, dependente da atuação da proteína Sirtuína Sir2. Ratos em laboratório, que receberam uma dieta hiper-calórica, viveram 20% a mais comparados com os demais ratos que não ingeriram o resveratrol. Por fim, foi mostrado que para um grupo de humanos obesos, a suplementação de resveratrol por 30 dias teve efeitos benéficos na pressão sistólica e diminuíu os níveis de glicose e lipídeos circulantes no sangue.

### Formas do Resveratrol
O resveratrol ocorre naturalmente em duas formas isoméricas principais: Trans-Resveratrol e Cis-Resveratrol. Essas formas diferem na configuração espacial de seus átomos, o que afeta significativamente suas propriedades químicas e biológicas.
A conversão entre as formas Trans e Cis pode ocorrer sob certas condições ambientais, como exposição à luz UV. No entanto, a maioria dos benefícios à saúde atribuídos ao Resveratrol está associada à forma Trans devido à sua maior estabilidade e biodisponibilidade.

### Cis-Resveratrol
O Cis-Resveratrol possui uma configuração molecular em que os grupos funcionais estão no mesmo lado da molécula, o que resulta em uma estabilidade menor e menor atividade biológica quando comparado ao Trans-Resveratrol. Essa forma é menos comum na natureza e, consequentemente, menos estudada.

### Trans-Resveratrol
O Trans-Resveratrol é a forma mais abundante na natureza e é considerado o mais biologicamente ativo dos dois isômeros. Esta forma é caracterizada por uma configuração molecular em que os grupos funcionais nos extremos da molécula estão em lados opostos, o que confere a ela uma estabilidade maior em comparação ao Cis-Resveratrol. O Trans-Resveratrol é amplamente estudado devido à sua presença significativa em alimentos como uvas vermelhas, vinho tinto e amendoins, e é a forma mais comum utilizada em suplementos dietéticos.

##### Propriedades Antioxidantes
Uma das propriedades mais valorizadas do Resveratrol Trans é sua capacidade de atuar como um antioxidante potente. Ao neutralizar os radicais livres, reduz o estresse oxidativo, que está implicado no envelhecimento celular e na patogênese de várias doenças crônicas.

##### Efeitos Cardiovasculares
O Resveratrol Trans exerce efeitos protetores sobre o sistema cardiovascular. Ele melhora a saúde dos vasos sanguíneos, reduz a inflamação e pode ajudar a prevenir a formação de coágulos sanguíneos, o que contribui para a redução do risco de doenças cardíacas.

##### Propriedades Anti-inflamatórias
Este composto também demonstrou possuir propriedades anti-inflamatórias significativas, atuando em diversos mecanismos moleculares para reduzir a inflamação no corpo. Isso é particularmente relevante para a prevenção e o manejo de doenças inflamatórias crônicas.

##### Potencial Antienvelhecimento e Longevidade
Pesquisas sugerem que somente o Resveratrol Trans pode influenciar positivamente os genes associados à longevidade e ao antienvelhecimento. Esses efeitos estão relacionados à sua capacidade de ativar certas vias sirtuínas, que estão envolvidas na regulação do envelhecimento celular e na resistência ao estresse.

##### Efeitos Neuroprotetores
Além disso, o Resveratrol Trans tem demonstrado propriedades neuroprotetoras, sugerindo um potencial para a prevenção ou desaceleração de doenças neurodegenerativas, como a doença de Alzheimer e a doença de Parkinson, através da proteção das células nervosas contra danos.
Em resumo, o Resveratrol Trans é uma molécula promissora com uma ampla gama de potenciais benefícios à saúde, justificando o interesse contínuo em pesquisas em torno de suas propriedades e aplicações terapêuticas, bem como à crescente indústria de suplementos de resveratrol voltados à saúde e beleza da pele.